# Tårn (skak)
 For alternative betydninger, se Tårn (flertydig). (Se også artikler, som begynder med Tårn)
|   | a  | b  | c  | d  | e  | f  | g  | h  |   |
| 8 | a8 | b8 | c8 | d8 | e8 | f8 | g8 | h8 | 8 |
| 7 | a7 | b7 | c7 | d7 | e7 | f7 | g7 | h7 | 7 |
| 6 | a6 | b6 | c6 | d6 | e6 | f6 | g6 | h6 | 6 |
| 5 | a5 | b5 | c5 | d5 | e5 | f5 | g5 | h5 | 5 |
| 4 | a4 | b4 | c4 | d4 | e4 | f4 | g4 | h4 | 4 |
| 3 | a3 | b3 | c3 | d3 | e3 | f3 | g3 | h3 | 3 |
| 2 | a2 | b2 | c2 | d2 | e2 | f2 | g2 | h2 | 2 |
| 1 | a1 | b1 | c1 | d1 | e1 | f1 | g1 | h1 | 1 |
|   | a  | b  | c  | d  | e  | f  | g  | h  |   |

Et tårn er i skak den næststærkeste brik efter dronningen, og hver spiller råder ved et spils begyndelse over to tårne, placeret i hver sit hjørne af skakbrættet, altså hvids tårne på felterne a1 og h1, og de sorte tårne på a8 og h8. De to tårne udgør sammen med dronningen de tunge officerer.
Et tårn bevæger sig vandret eller lodret, og det angriber altid 14 felter, uanset om det står i centrum eller et andet sted – selv i et hjørne af brættet. Det kan ikke hoppe over andre brikker. Et tårn har et enkelt, specielt træk, når det deltager i en rokade sammen med kongen.
Brikkens oprindelige navn er stridsvogn (persisk رخ rokh), hvilket genkendes i brikkens engelske navn rook. Dens udformning repræsenterer i det vestlige spil næsten altid et fæstningstårn. En mulig forklaring på denne ændring af afbildning og navn er, at det persiske rokh ved skakspillets tidlige ankomst til Italien blev til det italienske ord rocca, som betyder fæstning. En alternativ forklaring er, at tårnene repræsenterer belejringstårne.
Den materielle værdi af et tårn ansættes til ca. 5 bønder, dvs. to bønder mere end værdien af en af de lette officerer, løber og springer. At vinde et tårn mod at miste en løber eller springer kaldes at vinde en kvalitet, eller hvis tårnets ejer gør dette med vilje for at opnå en anden fordel, at ofre en kvalitet. Værdien af to tårne er omkring en bonde mere end værdien af en dronning.
Tårnene kan først bringes aktivt i spil, når de lette officerer har forladt deres udgangsposition. Det er ofte en fordel at have forbundne tårne, dvs. tårne uden andre brikker imellem sig, på sin egen første række, så de dækker hinanden og let kan flyttes hen til en linje, hvor de kan øve størst virkning. Hvis der findes en åben linje, dvs. en linje, hvor der ikke er bønder tilbage, eller en halvåben linje, hvor der kun er en modstanders bonde, vil man forsøge at placere tårnene på en sådan. Her vil det være relativt beskyttet og samtidig true alle felter på linjen.
Hvis en linje er særlig vigtig, vil man ofte flytte det ene tårn frem ad den og senere placere det andet tårn bagved det, så man opnår en tårnfordobling på linjen. Dette kan være en forberedelse til en meget anvendt angrebsmetode, hvor et tårn trænger ind på syvende række. Det sker ofte med ødelæggende virkning for modstanderens stilling, bl.a. fordi hans konge på ottende række derved afspærres. Endnu kraftigere bliver virkningen naturligvis, hvis det lykkes at placere begge tårne på syvende række.
Tårne er meget virksomme mod spillets slutning, hvor de lette officerer ofte er væk fra brættet, og der er få bønder tilbage, så tårnene kan bevæge sig relativt frit. Slutspil med tårne er derfor analyseret og beskrevet i en omfattende skaklitteratur.
Når det gælder spillet omkring en fribonde, der er på vej til forvandling, følger man ofte en regel, fremsat af stormesteren Siegbert Tarrasch, som udtalte, at tårnet hører hjemme bag fribonden. Det gælder både, når det er en fjendtlig bonde, som skal hindres i at opnå forvandling, og når man søger at føre sin egen bonde frem til et forvandlingsfelt.
Et tårn kommer imidlertid let i vanskeligheder i forbindelse med fribønder, især hvis disse er på linjer ved siden af hinanden, dvs. forbundne fribønder. Tårnets bevægelse (trækmåde) kan siges at være lidt klodset i forhold til den opgave at forhindre disses fremmarch.
En konge og et tårn vinder let mod en enlig konge. Matbilledet opnås ved, at tårn og konge i fællesskab driver modstanderens konge ud til en randlinje. Kongen opnår herefter tvangsmæssigt oppositionen, hvorefter tårnet sætter mat ved at give skak på randlinjen.
Det kan nævnes, at slutspillet konge og tårn mod konge og løber oftest er remis, omend der findes en række stillinger, hvor tårnets større værdi er nok til at sikre gevinst.